# Прапор Чорткова

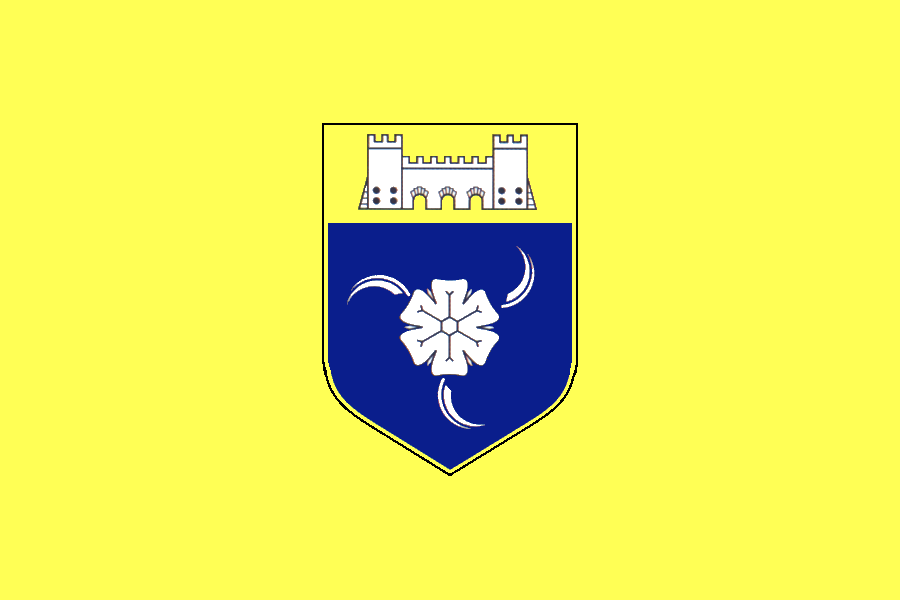
Прапор Чорткова 2002 року

Хоругва (прапор) Чорткова — символ міста Чорткова Тернопільської області, затверджений Чортківською міською радою 4 вересня 2023 року. Автор — голова Українського геральдичного товариства Андрій Гречило та член товариства Олександр Лісниченко.

## Опис
Квадратне полотнище синього кольору, на якому біла геральдична троянда із жовтим осердям і жовтими листочками; над нею — білий замок із дахами цеглистого кольору.

## Історія
Попередній прапор авторства Степана Шевчука був затверджений ухвалою Чортківської міської ради народних депутатів від 26 лютого 2002 року. Прямокутне полотнище жовтого кольору, що символізує хліборобські лани, які оточують місто, із співвідношенням висоти до ширини 2:3. Посередині полотнища розміщене зображення малого герба міста Чорткова.